# Loučovice

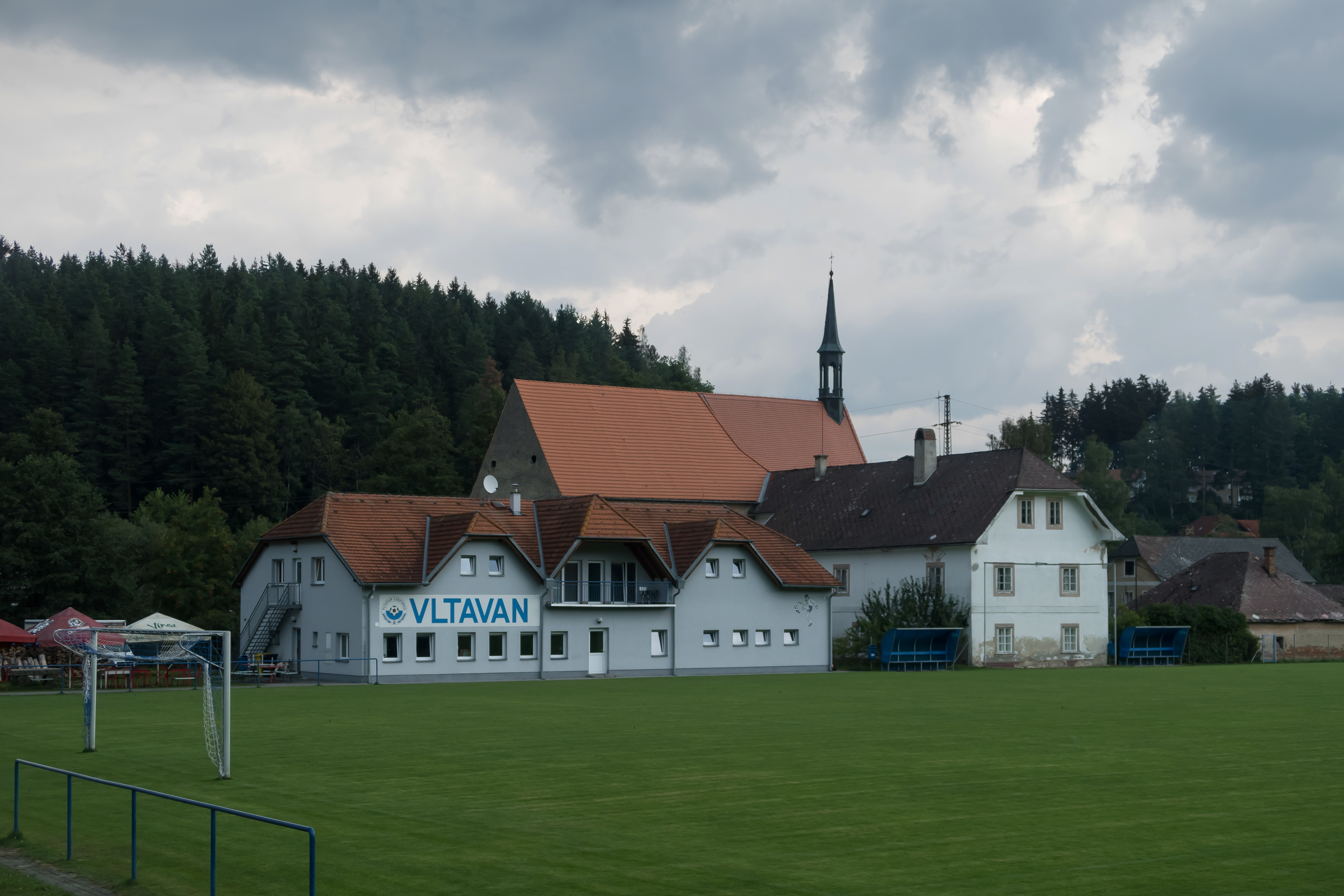
Loučovice, Kirche: kostel svatého Oldřicha

Loučovice (deutsch Kienberg) ist eine Gemeinde im Okres Český Krumlov in Tschechien. Sie liegt vier Kilometer westlich von Vyšší Brod im Moldautal nördlich der österreichischen Grenze und gehört zur Region Jihočeský kraj.

## Geographie
Loučovice liegt am linken Ufer der Moldau im Böhmerwald. Südlich erstreckt sich der Sternwald, der auf böhmischer Seite seit dem Bau des eisernen Vorhangs im Jahre 1959 entvölkert wurde. Durch Loučovice führt die Staatsstraße 163 zwischen Frymburk nad Vltavou und Vyšší Brod sowie die Eisenbahn Rybník u Dolního Dvořiště–Lipno nad Vltavou. Im Norden erhebt sich der 933 m hohe Luč (Kienberg), der von der Moldau an drei Seiten umflossen wird. Nordöstlich liegt die Čertova stěna (Teufelswand) und im Nordwesten der Lipnostausee.
Nachbarorte sind Dvorečná und Přední Loučovice im Norden, Lachovice und Vyšší Brod im Osten, Krásná Pole im Süden, Lipová und Nové Domky im Westen sowie Lipno nad Vltavou im Nordwesten.

### Gemeindegliederung
Die Gemeinde Loučovice besteht aus den Ortsteilen Loučovice und Nové Domky (Neuhäusel) Grundsiedlungseinheiten sind Dvorečná (Woraschne), Kapličky (Kapellen), Kapličky I (Kienberger Kapellen), Loučovice 1.díl (Kienberg 1.Anteil), Loučovice 2.díl (Kienberg 2.Anteil), Loučovice-pod přehradou, Loučovice-u zastávky, Mnichovice (Minichschlag) und Nové Domky. Zu Loučovice gehören außerdem die Weiler und Einschichten Přední Loučovice (Vorder Kienberg), Svatý Prokop (St. Prokop) und Lipová (Lindberg). Auf den Gemeindefluren liegen die Wüstungen Adámky (Abdank), Dobřín (Dobring), Dorstadt, Frantoly (Frauenthal), Hodoň (Hornschlag), Hřbítek (Hundsruck), Hvězda (Stern), Krásná Pole (Schönfeld), Lhota (Stift), Martínkov  (Martetschlag) und Mlýnská (Mühldorf).
Das Gemeindegebiet gliedert sich in die Katastralbezirke Dvorečná, Kapličky, Loučovice und Mnichovice u Loučovic.

### Nachbargemeinden
|              | Lipno nad Vltavou                           |                |
| Přední Výtoň | Kompassrose, die auf Nachbargemeinden zeigt | Vyšší Brod     |
|              | Vorderweißenbach                            | Bad Leonfelden |

## Geschichte
Kyenberg wurde 1361 erstmals urkundlich erwähnt und gehörte zum Besitz des Klosters Hohenfurth.
Nach der Ablösung der Patrimonialherrschaften wurde Kienberg eine selbstständige Gemeinde, zu der jedoch nicht die rechts der Moldau befindlichen Ortsteile gehörten. Kienberg 1. Anteil war ein Teil von Minichschlag und Kienberg 2. Anteil gehörte zu Schönfelden.
Bedeutung erlangte das Dorf durch die zwischen 1885 und 1886 durch Ernst Porák aus Trautenau errichtete Moldaumühle, die zu einer der größten böhmischen Papierfabriken wurde. Nach Erweiterungen errichteten die Gebrüder Porák 1901 am gegenüberliegenden Moldauufer in St. Prokop eine weitere Kartonagenfabrik mit Kraftwerk und Holzschleiferei. Für den Abtransport der Produkte engagierten sich die Gebrüder Porák zusammen mit dem Abt des Klosters Hohenfurth für den Bau einer Anschlussbahn nach Zartlesdorf zur Strecke Budweis–Linz. Der 1909 begonnene Bau wurde 1911 abgeschlossen und am 17. Dezember erfolgte die Inbetriebnahme der elektrischen Bahn von Zartlesdorf über Hohenfurth nach der Lippnerschwebe.
Nach dem Zweiten Weltkrieg wurden die Besitzer der Fabrik enteignet; sie ging in Staatsbesitz über. Loučovice war zu dieser Zeit ein Ortsteil der Gemeinde Bolechy. Im Zuge der Errichtung des Eisernen Vorhangs erfolgte die Verlegung des Gemeindesitzes nach Loučovice; 1951 wurde die Gemeinde Bolechy in Loučovice umbenannt.

## Sehenswürdigkeiten
- Kirche des Hl. Ulrich, erbaut am Ende des 15. Jahrhunderts an Stelle einer 1361 errichteten Kapelle. Die Kirche wurde zwischen 1640 und 1644 umgebaut.
- Kapelle des Hl. Prokop, seit 1310 nachweisbar
- Čertova stěna, Naturschutzgebiet Teufelswand am Ufer der Moldau

## Söhne und Töchter der Gemeinde
- Michael Wollner (1890–1968), sudetendeutscher Lyriker und Böhmerwalddichter
- Friedrich Fenzl (1932–2014), österreichischer Buddhist